# 陕中战役
陕中战役，为1949年5月至6月期间，中国人民解放军和中华民国国军进行的一次战役。中国人民解放军第一野战军经过进攻，攻占西安以及陕西省中部广大地区；中华民国国军退守陕西北部和甘肃。

## 背景
1949年4月下旬，中国人民解放军第二、第三、第四野战军突破长江防线，占领南京；位于西安的绥靖公署决定进行战略转移，胡宗南集结马步芳、马鸿逵部相配合，以陕中、陇东为防御重点，阻止解放军第一野战军西进。五月，胡宗南调令国军第90军、国军第17军分别镇守泾阳、西安，其他国军第36、第38、第57、第65、第69军分别撤至咸阳、醴泉（今礼泉）、永寿、乾县、蓝田等地，国军第一军撤至宝鸡。
而此时第一野战军总司令彭德怀辅助华北解放军徐向前进行太原战役的最后攻坚战，意图战后调令部队进入陕西。

## 内容

### 初战
1949年5月11日，第一野战军率先进攻陕西中部。解放军第一、第二、第六军向中心进攻；第四军向西防卫马家军，第三军殿后。19日，攻占咸阳、兴平、武功、扶风、岐山等地。20日，第六军强渡渭河，攻占西安。第四军攻克醴泉、乾县。22日，第一军、第四军协同作战，国军第五十七军及国军第30师在凤翔全军覆没；第二军随后攻克凤翔、郿县。此时，解放军地方部队一部先后进占潼关、华阴、华县、渭南、临潼等地。5月25日，彭德怀返回陕西；至5月底，第一野战军控制了虢镇以东、渭河南北广大地区，胡宗南撤至宝鸡及秦岭西段布防。

### 次战
6月10日，国军马步芳第八十二军、第一二九军等部组成陇东兵团约4万人，马鸿逵的第十一军、第一二八军、马鸿宾第八十一军等部组成宁夏兵团约4万人，从甘肃调来的胡宗南系第九十一军、第一一九军、第一二〇军等部组成的陇南兵团约4.5万人，会同胡宗南集团第18兵团等部第57、第38、第65、第90、第36、第17、第69、第3军、第1军，共30多个师，总兵力近30万人，分别由长武、邠县、灵台、汧阳和宝鸡地区反扑，意图重占西安。此时太原战役结束后，华北野战军改隶第一野战军建制的第18、第19兵团，进入陕西。第一野战军辖第1、第2、第3、第4、第6军，其中第1军第3师、第3军第8师还在由晋返陕途中，总兵力实际仅有13万左右。从山西赶来支援的第十八兵团、第十九兵团还在行军途中。
第一野战军主力在泾阳、咸阳、鄠县以西地区采取运动防御撤退；解放军第十兵团第六十一军进驻咸阳，第181师在西郊阻击青马骑兵突击成功，青马损失2,000余人。而同时解放军第二军成功包围国军第三十六军第165师。此后数日，国军无法攻破解放军防线。6月16日，国军撤退，战役结束。

## 结果
胡宗南部在陕中战役中损失了第五十七军、第90军第53师，第36军第165师，共计3.56万人，直接导致了在接下来的扶眉战役中，胡宗南部缺乏战役预备队